# ویکتور (فیلم ۲۰۱۴)
«ویکتور» (انگلیسی: Viktor) یک فیلم است که در سال ۲۰۱۴ منتشر شد. از بازیگران آن می‌توان به ژرار دوپاردیو، مارچلو ماتسارلا و الیزابت هارلی اشاره کرد.